# Stanislaus von Prowazek
Stanislaus von Prowazek (Neuhaus, 12 de novembro de 1875 - Cottbus, 17 de fevereiro de 1915) foi um zoólogo alemão.